# جون غاردنر ويلكنسون

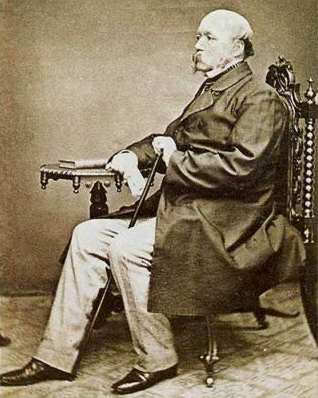
جون غاردنر ويلكنسون

جون غاردنر ويلكنسون (بالإنجليزية: John Gardner Wilkinson)‏ ـ (5 أكتوبر 1797 ـ 29 أكتوبر 1875) هو رحالة وكاتب وعالم مصريات إنجليزي رائد في القرن التاسع عشر. يعده الكثيرون أبًا لعلم المصريات البريطاني.

## زياراته إلى مصر

### الزيارة الأولى
كانت زيارة ويلكنسون الأولى إلى مصر في أكتوبر 1821، وكان آنذاك في الرابعة والعشرين من عمره. وقد مكث في مصر في تلك الزيارة 12 عامًا متصلة، زار فيها كل الآثار المصرية القديمة المعروفة في حينه تقريبًا، مسجلًا النقوش والرسوم ومحتفظًا بها في سجلات دقيقة.
عاد ويلكنسون إلى إنجلترا لاعتلال صحته في سنة 1833، حيث انتُخب زميلًا بالجمعية الملكية في العام التالي، ثم بدأ في نشر أبحاثه في دوريات عديدة، ونشر كتابه الأهم «عادات وتقاليد قدماء المصريين» في طبعته الأولى (ثلاثة أجزاء) سنة 1837، ثم صدرت منه طبعات تالية أنجز أشكالها التوضيحية جوزيف بونومي. وقد كان من أصداء نجاح هذا الكتاب حصول ويلكنسون على لقب «سير» سنة 1839، وتبوؤه مكانة مرموقة كأول عالم مصريات بريطاني بارز.

### الزيارة الثانية
في سنة 1842، عاد السير جون غاردنر ويلكنسون إلى مصر، وفي العام التالي نشر مقالًا بعنوان «مسح لوادي بحيرة النطرون» في دورية الجمعية الجغرافية، ثم نشر في العام ذاته طبعة منقحة ومزيدة من كتابه «طبوغرافيا طيبة ونظرة عامة إلى مصر»، الذي كان قد صدر في طبعته الأولى سنة 1835.

### الزيارة الثالثة
بعد زيارة إلى دالماسيا والجبل الأسود والبوسنة والهرسك سنة 1844، نشر ملاحظاته عنها في سنة 1848، عاد ويلكنسون إلى مصر ليقضي فيها عامي 1848 و1849.

### الزيارة الرابعة
كانت زيارة ويلكنسون الرابعة والأخيرة إلى طيبة سنة 1855، قبل أن يعود إلى إنجلترا ويستقر فيها دارسًا آثار كورنوال وعلم الحيوان.

## روابط خارجية
- جون غاردنر ويلكنسون على موقع الموسوعة البريطانية (الإنجليزية)